# Josephine Touray
Josephine Touray (6 ottobre 1979) è un'ex pallamanista danese.
Con la maglia della nazionale danese ha vinto l'oro olimpico ai Giochi di Atene 2004.

## Palmarès

### Giocatrice

#### Club
- EHF Cup: 1

Viborg: 1998-1999
- Coppa delle Coppe EHF: 1

Ikast Bording: 2003-2004
- Campionato danese: 1

1998-1999

#### Nazionale
- Oro olimpico: 1

Atene 2004
- Campionato europeo

 Oro: Danimarca 2002
 Argento: Ungheria 2004

### Individuale
- Migliore ala destra al campionato europeo: 1

Ungheria 2004
- Migliore ala destra del campionato danese: 1

2004-2005